# Big man
Big man is een lied van de Nederlandse rapper Sevn Alias in samenwerking met rapper Mula B en producer Trobi. Het werd in 2019 als single uitgebracht en stond in hetzelfde jaar als vijfde track op het album Sirius van Sevn Alias. 

## Achtergrond
Big man is geschreven door Sevaio Mook, Bryan du Chatenier, Hicham Gieskes en Maarten Smit en geproduceerd door Trobi en Deauxnuts. Het is een nummer uit het genre nederhop. In het lied zingen de artiesten over dat vrouwen met hun willen zijn, doordat zij succesvolle artiesten zijn. Het lied was voordat het als single werd uitgebracht al uitgelekt. Hierop besloot Alias om een extra track aan de single toe te voegen. Dit is Bottom, een samenwerking van Alias met JoeyAK. Op de single is aan de B-kant ook een instrumentale versie van Big man te vinden. De single heeft in Nederland de platina status.
Het is de eerste keer dat de artiesten tegelijkertijd samen op een track te horen zijn. Voor Big man hadden Sevn Alias en Mula B wel eerder al de hit Nieuwe tijd. Na Big man brachten Mula B en Trobi meerdere nummers samen uit, zoals Einstein, Coke in de uitverkoop en Silent disco.

## Hitnoteringen
De artiesten hadden succes met het lied in Nederland. Het piekte op de derde plaats van de Single Top 100 en stond negentien weken in deze hitlijst. De Top 40 werd niet bereikt; het lied bleef steken op de tweede plaats van de Tipparade. Ook in de Vlaamse Ultratop 50 was er geen notering. Het kwam hier tot de 28e plaats van de Ultratip 100.